# Apostol Sokolov
Apostol Sokolov   (Sofia, 23 d'octubre de 1917 - Sofia, 12 de juny de 1987) fou un futbolista búlgar de la dècada de 1940.
Considerat un dels millors porters del moment, fou admirat per Lev Iaixin.
Fou 15 cops internacional amb la selecció búlgara amb la qual participà en els Jocs Olímpics d'Estiu de 1952.
Pel que fa a clubs, defensà els colors de Levski Sofia i Spartak Sofia.
El seu fill fou el també futbolista Georgi Sokolov.